# Olympische Zomerspelen

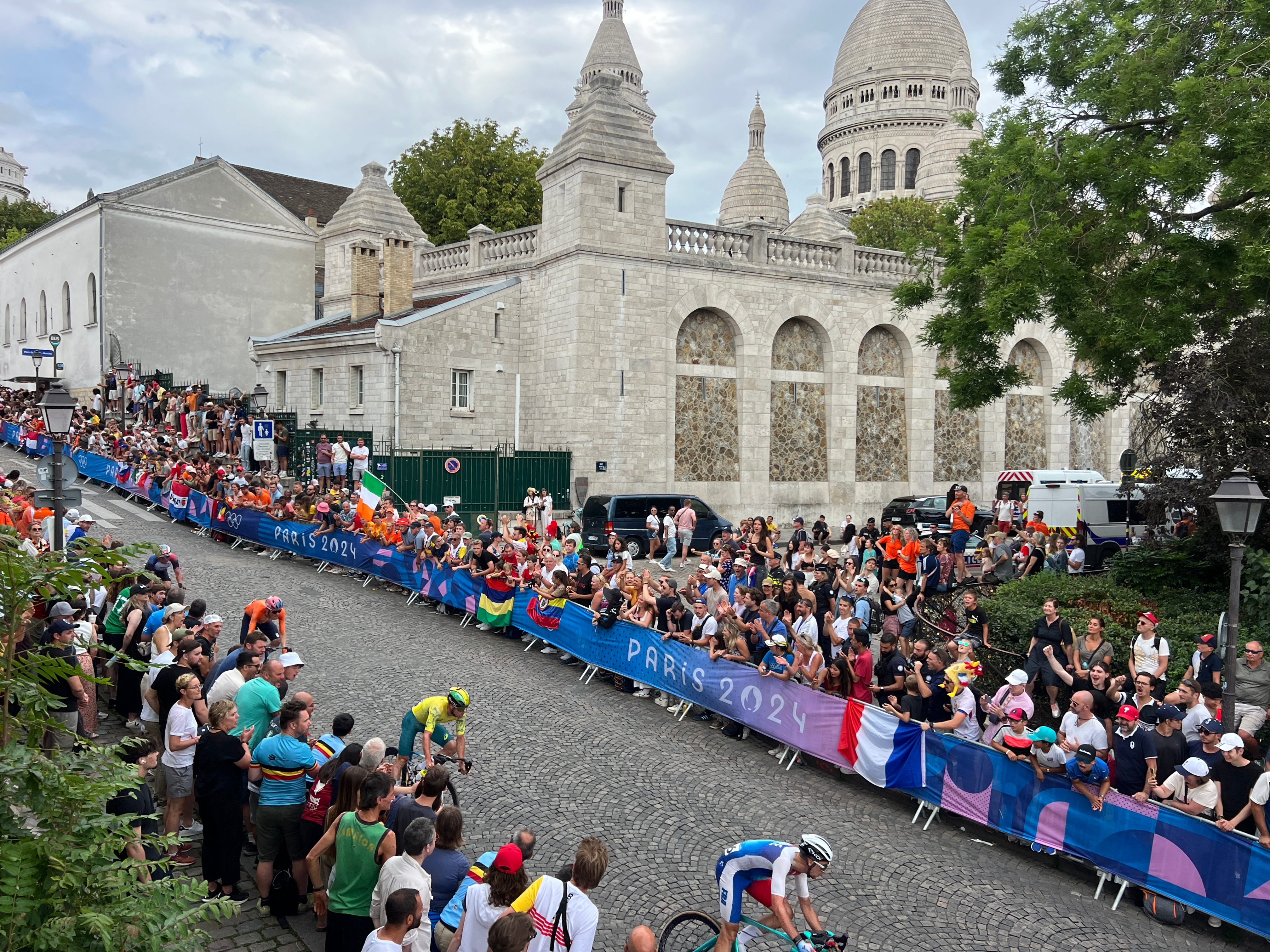
Wegwielrennen in Montmartre tijdens de Olympische Zomerspelen 2024 te Parijs

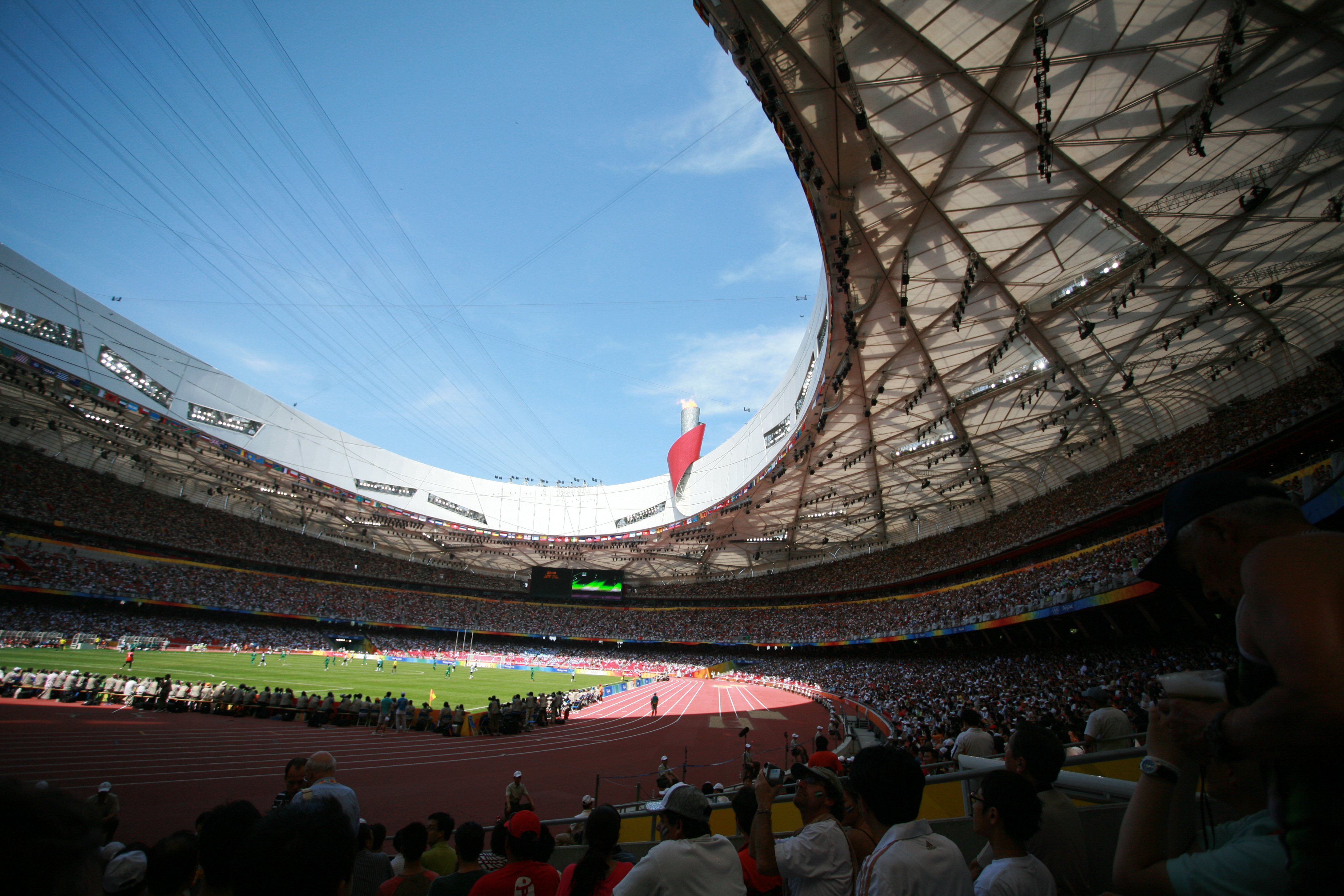
Het Nationale Stadion van Peking, het olympisch stadion tijdens de Olympische Zomerspelen 2008

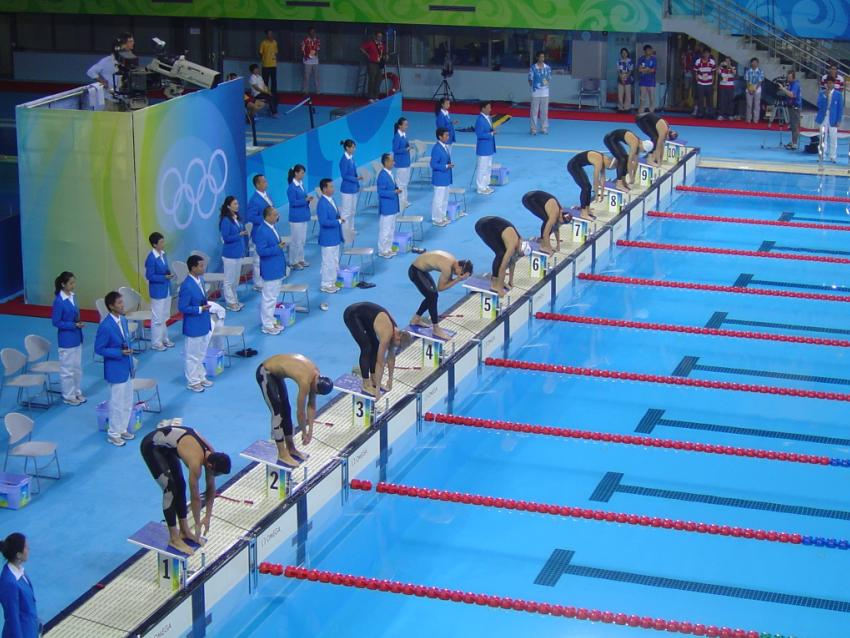
Het onderdeel zwemmen van de moderne vijfkamp

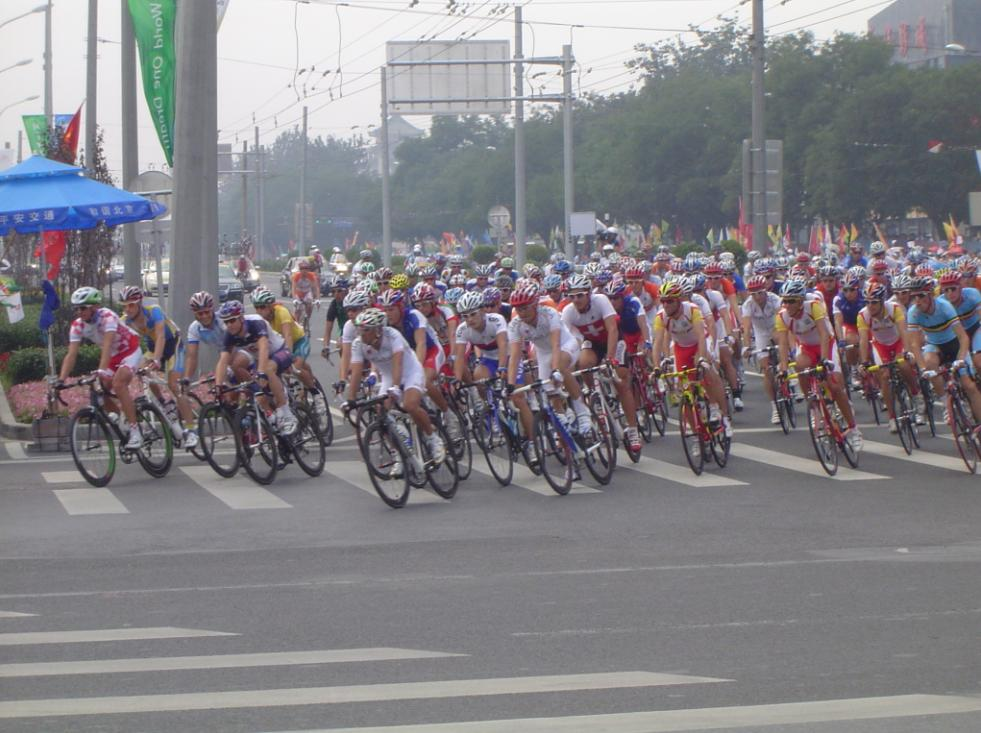
Het onderdeel wegwielrennen tijdens de Olympische Spelen van 2008

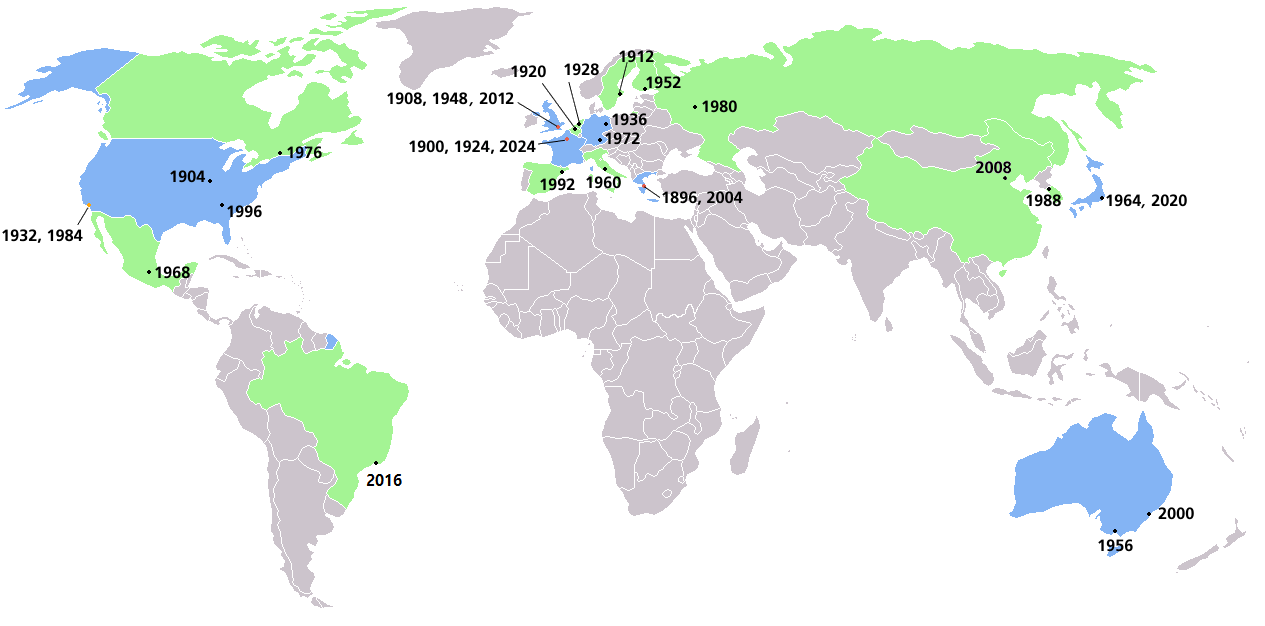
Steden en landen die de Olympische Zomerspelen organiseerden. Groen: een keer. Blauw: twee keer of meer

De Olympische Zomerspelen of de Spelen van de Olympiade zijn een internationaal multisportevenement dat elke vier jaar wordt georganiseerd door het Internationaal Olympisch Comité (IOC). Een olympische overwinning wordt wereldwijd gezien als de meest prestigieuze overwinning in een sport. Medailles worden uitgereikt in elk onderdeel, met een gouden medaille voor de eerste plaats, zilver voor de tweede en brons voor de derde, een traditie die gestart werd bij de Olympische Spelen te St. Louis in 1904.
De Spelen zijn gegroeid van 43 onderdelen met minder dan 250 mannen uit veertien landen in 1896 tot meer dan 300 onderdelen voor zo'n 11.000 sporters van beide geslachten uit meer dan 200 landen in 2012.
Deelnemers worden aangemeld door het Nationaal Olympisch Comité (NOC) van hun land. Nationale volksliederen en vlaggen begeleiden de medailleceremonies. Tabellen die het aantal gewonnen medailles per land aangeven, worden veel gebruikt. In het algemeen worden alleen erkende landen gerepresenteerd, maar enkele niet erkende landen is het toegestaan deel te nemen. Taiwan heeft van het Internationaal Olympisch Comité toestemming gekregen deel te nemen onder de naam "Chinees Taipei", om de Volksrepubliek China niet te provoceren.

## Kwalificatie Zomerspelen
Kwalificatieregels voor elke olympische sport worden opgesteld door de betreffende internationale federatie die deze internationale competitie regelt.
Voor individuele sporten kwalificeren deelnemers zich door een bepaalde plaats te behalen bij een grote internationale wedstrijd of op de ranglijst van de federatie. Nationale Olympische Comités mogen een gelimiteerd aantal gekwalificeerde deelnemers aanmelden bij elk onderdeel (3 is een veelvoorkomend aantal) en de NOC bepaalt welke gekwalificeerde atleten mogen deelnemen als meer atleten de kwalificatie-eis hebben gehaald. Veel onderdelen voorzien in een bepaald aantal wildcards, deze worden veelal gegeven aan atleten uit ontwikkelingslanden.
Landen kwalificeren teams voor teamsporten door het spelen van continentale kwalificatietoernooien. Elk continent krijgt een bepaald aantal plaatsen in het olympisch toernooi. Het gastland krijgt een automatische plaatsing voor het toernooi.

## Lijst van olympische sporten
42 sporten, bestaande uit in totaal 56 verschillende disciplines, maken of hebben deel uitgemaakt van de Olympische Spelen. Op de Spelen van 2000, 2004 en 2008 stonden 28 sporten op het programma. Op de Spelen van 2012 waren het er twee minder vanwege het verdwijnen van het honkbal en het softbal. In 2016 werden deze sporten vervangen door golf en rugby. Ook binnen sporten zijn disciplines verdwenen. Zo waren bijvoorbeeld de volgende atletiekonderdelen ooit olympische sporten: het in de Griekse stijl discuswerpen, het tweehandig discuswerpen, het tweehandig kogelstoten en het tweehandig speerwerpen, het uit stand speerwerpen, het uit stand verspringen, het uit stand hoogspringen en het uit stand hink-stap-springen.
De verschillende Olympische sportfederaties zijn verenigd onder een gemeenschappelijke koepelorganisatie: de Association of Summer Olympic International Federations (ASOIF).
Naast sporten, werden er tussen 1912 en 1948 ook kunstwedstrijden georganiseerd. Hiermee werd gestopt, omdat de sporters amateurs waren en de kunstenaars als professionals werden gezien. 
| Sport                  | Jaren                        |
| ---------------------- | ---------------------------- |
| Atletiek               | Alle                         |
| Badminton              | Sinds 1992                   |
| Basketbal              | Sinds 1936                   |
| Boksen                 | 1904, 1908, sinds 1920       |
| Boogschieten           | 1900–1908, 1920, sinds 1972  |
| Breakdance             | 2024                         |
| Cricket                | 1900                         |
| Croquet                | 1900                         |
| Gewichtheffen          | 1896, 1904, sinds 1920       |
| Golf                   | 1900, 1904, sinds 2016       |
| Gymnastiek             | Alle                         |
| * Ritmische gymnastiek | Sinds 1984                   |
| * Trampolinespringen   | Sinds 2000                   |
| * Turnen               | Alle                         |
| Handbal                | 1936, sinds 1972             |
| Hockey                 | 1908, 1920, sinds 1928       |
| Honkbal                | 1992–2008, 2020              |
| Jeu de paume           | 1908                         |
| Judo                   | 1964, sinds 1972             |
| Kanovaren              | Sinds 1936                   |
| Karate                 | 2020                         |
| Klimsport              | Sinds 2020                   |
| Lacrosse               | 1904, 1908                   |
| Moderne vijfkamp       | Sinds 1912                   |
| Motorbootracen         | 1908                         |
| Paardensport           | 1900, sinds 1912             |
| Polo                   | 1900, 1908, 1920, 1924, 1936 |
| Rackets                | 1908                         |
| Roque                  | 1904                         |

| Sport            | Jaren                             |
| ---------------- | --------------------------------- |
| Roeien           | Sinds 1900                        |
| Rugby            | 1900, 1908, 1920, 1924            |
| * Rugby Sevens   | Sinds 2016                        |
| Pelota           | 1900                              |
| Schermen         | Alle                              |
| Schietsport      | 1896, 1900, 1908–1924, sinds 1932 |
| Schoonspringen   | Sinds 1904                        |
| Skateboarden     | Sinds 2020                        |
| Softbal          | 1996–2008, 2020                   |
| Surfen           | Sinds 2020                        |
| Synchroonzwemmen | Sinds 1984                        |
| Taekwondo        | Sinds 2000                        |
| Tafeltennis      | Sinds 1988                        |
| Tennis           | 1896–1924, sinds 1988             |
| Triatlon         | Sinds 2000                        |
| Touwtrekken      | 1900–1920                         |
| Voetbal          | 1900–1928, sinds 1936             |
| Volleybal        | Sinds 1964                        |
| * Beachvolleybal | Sinds 1996                        |
| * Zaalvolleybal  | Sinds 1964                        |
| Waterpolo        | Sinds 1900                        |
| Wielersport      | Alle                              |
| * Baanwielrennen | Behalve 1912                      |
| * BMX            | Sinds 2008                        |
| * Mountainbiken  | Sinds 1996                        |
| * Wegwielrennen  | 1896, sinds 1912                  |
| Worstelen        | 1896, sinds 1904                  |
| Zeilen           | 1900, sinds 1908                  |
| Zwemmen          | Alle                              |

## Edities van de Olympische Zomerspelen
| Spelen | Jaar                                                                                     | Gaststad                                                                                 | Gastland                                                                                 | Datum                                                                                    | Landen                                                                                   | Sporters                                                                                 | Sporters                                                                                 | Sporters                                                                                 | Sporten                                                                                  | Onderdelen                                                                               |
| Spelen | Jaar                                                                                     | Gaststad                                                                                 | Gastland                                                                                 | Datum                                                                                    | Landen                                                                                   | Totaal                                                                                   | Mannen                                                                                   | Vrouwen                                                                                  | Sporten                                                                                  | Onderdelen                                                                               |
| ------ | ---------------------------------------------------------------------------------------- | ---------------------------------------------------------------------------------------- | ---------------------------------------------------------------------------------------- | ---------------------------------------------------------------------------------------- | ---------------------------------------------------------------------------------------- | ---------------------------------------------------------------------------------------- | ---------------------------------------------------------------------------------------- | ---------------------------------------------------------------------------------------- | ---------------------------------------------------------------------------------------- | ---------------------------------------------------------------------------------------- |
| I      | 1896                                                                                     | Athene                                                                                   | Griekenland                                                                              | 6–15 april                                                                               | 14                                                                                       | 241                                                                                      | 241                                                                                      | 0                                                                                        | 9                                                                                        | 43                                                                                       |
| II     | 1900                                                                                     | Parijs                                                                                   | Frankrijk                                                                                | 14 mei – 28 oktober                                                                      | 24                                                                                       | 997                                                                                      | 975                                                                                      | 22                                                                                       | 18                                                                                       | 95                                                                                       |
| III    | 1904                                                                                     | Saint Louis                                                                              | Verenigde Staten                                                                         | 1 juli – 23 november                                                                     | 12                                                                                       | 651                                                                                      | 645                                                                                      | 6                                                                                        | 17                                                                                       | 91                                                                                       |
| IV     | 1908                                                                                     | Londen                                                                                   | Verenigd Koninkrijk                                                                      | 27 april – 31 oktober                                                                    | 22                                                                                       | 2.008                                                                                    | 1.971                                                                                    | 37                                                                                       | 22                                                                                       | 110                                                                                      |
| V      | 1912                                                                                     | Stockholm                                                                                | Zweden                                                                                   | 12 mei – 27 juli                                                                         | 28                                                                                       | 2.407                                                                                    | 2.359                                                                                    | 48                                                                                       | 14                                                                                       | 102                                                                                      |
| VI     | Toegekend aan Berlijn, maar afgelast vanwege Eerste Wereldoorlog                         | Toegekend aan Berlijn, maar afgelast vanwege Eerste Wereldoorlog                         | Toegekend aan Berlijn, maar afgelast vanwege Eerste Wereldoorlog                         | Toegekend aan Berlijn, maar afgelast vanwege Eerste Wereldoorlog                         | Toegekend aan Berlijn, maar afgelast vanwege Eerste Wereldoorlog                         | Toegekend aan Berlijn, maar afgelast vanwege Eerste Wereldoorlog                         | Toegekend aan Berlijn, maar afgelast vanwege Eerste Wereldoorlog                         | Toegekend aan Berlijn, maar afgelast vanwege Eerste Wereldoorlog                         | Toegekend aan Berlijn, maar afgelast vanwege Eerste Wereldoorlog                         | Toegekend aan Berlijn, maar afgelast vanwege Eerste Wereldoorlog                         |
| VII    | 1920                                                                                     | Antwerpen                                                                                | België                                                                                   | 20 april – 12 september                                                                  | 29                                                                                       | 2.626                                                                                    | 2.561                                                                                    | 65                                                                                       | 22                                                                                       | 154                                                                                      |
| VIII   | 1924                                                                                     | Parijs                                                                                   | Frankrijk                                                                                | 4 mei – 27 juli                                                                          | 44                                                                                       | 3.089                                                                                    | 2.954                                                                                    | 135                                                                                      | 17                                                                                       | 126                                                                                      |
| IX     | 1928                                                                                     | Amsterdam                                                                                | Nederland                                                                                | 17 mei – 12 augustus                                                                     | 46                                                                                       | 2.883                                                                                    | 2.606                                                                                    | 277                                                                                      | 14                                                                                       | 109                                                                                      |
| X      | 1932                                                                                     | Los Angeles                                                                              | Verenigde Staten                                                                         | 30 juli – 14 augustus                                                                    | 37                                                                                       | 1.332                                                                                    | 1.206                                                                                    | 126                                                                                      | 14                                                                                       | 117                                                                                      |
| XI     | 1936                                                                                     | Berlijn                                                                                  | Duitsland                                                                                | 1–16 augustus                                                                            | 49                                                                                       | 3.963                                                                                    | 3.632                                                                                    | 331                                                                                      | 19                                                                                       | 129                                                                                      |
| XII    | Eerst toegekend aan Tokio, later aan Helsinki, maar afgelast vanwege Tweede Wereldoorlog | Eerst toegekend aan Tokio, later aan Helsinki, maar afgelast vanwege Tweede Wereldoorlog | Eerst toegekend aan Tokio, later aan Helsinki, maar afgelast vanwege Tweede Wereldoorlog | Eerst toegekend aan Tokio, later aan Helsinki, maar afgelast vanwege Tweede Wereldoorlog | Eerst toegekend aan Tokio, later aan Helsinki, maar afgelast vanwege Tweede Wereldoorlog | Eerst toegekend aan Tokio, later aan Helsinki, maar afgelast vanwege Tweede Wereldoorlog | Eerst toegekend aan Tokio, later aan Helsinki, maar afgelast vanwege Tweede Wereldoorlog | Eerst toegekend aan Tokio, later aan Helsinki, maar afgelast vanwege Tweede Wereldoorlog | Eerst toegekend aan Tokio, later aan Helsinki, maar afgelast vanwege Tweede Wereldoorlog | Eerst toegekend aan Tokio, later aan Helsinki, maar afgelast vanwege Tweede Wereldoorlog |
| XIII   | Toegekend aan Londen, maar afgelast vanwege Tweede Wereldoorlog                          | Toegekend aan Londen, maar afgelast vanwege Tweede Wereldoorlog                          | Toegekend aan Londen, maar afgelast vanwege Tweede Wereldoorlog                          | Toegekend aan Londen, maar afgelast vanwege Tweede Wereldoorlog                          | Toegekend aan Londen, maar afgelast vanwege Tweede Wereldoorlog                          | Toegekend aan Londen, maar afgelast vanwege Tweede Wereldoorlog                          | Toegekend aan Londen, maar afgelast vanwege Tweede Wereldoorlog                          | Toegekend aan Londen, maar afgelast vanwege Tweede Wereldoorlog                          | Toegekend aan Londen, maar afgelast vanwege Tweede Wereldoorlog                          | Toegekend aan Londen, maar afgelast vanwege Tweede Wereldoorlog                          |
| XIV    | 1948                                                                                     | Londen                                                                                   | Verenigd Koninkrijk                                                                      | 29 juli – 14 augustus                                                                    | 59                                                                                       | 4.104                                                                                    | 3.714                                                                                    | 390                                                                                      | 17                                                                                       | 136                                                                                      |
| XV     | 1952                                                                                     | Helsinki                                                                                 | Finland                                                                                  | 19 juli – 3 augustus                                                                     | 69                                                                                       | 4.955                                                                                    | 4.436                                                                                    | 519                                                                                      | 17                                                                                       | 149                                                                                      |
| XVI    | 1956                                                                                     | Melbourne                                                                                | Australië                                                                                | 22 november – 9 december                                                                 | 72                                                                                       | 3.314                                                                                    | 2.938                                                                                    | 376                                                                                      | 17                                                                                       | 145                                                                                      |
| XVII   | 1960                                                                                     | Rome                                                                                     | Italië                                                                                   | 25 augustus – 11 september                                                               | 83                                                                                       | 5.338                                                                                    | 4.727                                                                                    | 611                                                                                      | 17                                                                                       | 150                                                                                      |
| XVIII  | 1964                                                                                     | Tokio                                                                                    | Japan                                                                                    | 10–24 oktober                                                                            | 93                                                                                       | 5.151                                                                                    | 4.473                                                                                    | 678                                                                                      | 19                                                                                       | 163                                                                                      |
| XIX    | 1968                                                                                     | Mexico-Stad                                                                              | Mexico                                                                                   | 12–27 oktober                                                                            | 112                                                                                      | 5.516                                                                                    | 4.735                                                                                    | 781                                                                                      | 18                                                                                       | 172                                                                                      |
| XX     | 1972                                                                                     | München                                                                                  | West-Duitsland                                                                           | 26 augustus – 11 september                                                               | 121                                                                                      | 7.134                                                                                    | 6.075                                                                                    | 1.059                                                                                    | 21                                                                                       | 195                                                                                      |
| XXI    | 1976                                                                                     | Montreal                                                                                 | Canada                                                                                   | 17 juli – 1 augustus                                                                     | 92                                                                                       | 6.084                                                                                    | 4.824                                                                                    | 1.260                                                                                    | 21                                                                                       | 198                                                                                      |
| XXII   | 1980                                                                                     | Moskou                                                                                   | Sovjet-Unie                                                                              | 19 juli – 3 augustus                                                                     | 80                                                                                       | 5.179                                                                                    | 4.064                                                                                    | 1.115                                                                                    | 21                                                                                       | 203                                                                                      |
| XXIII  | 1984                                                                                     | Los Angeles                                                                              | Verenigde Staten                                                                         | 28 juli – 12 augustus                                                                    | 140                                                                                      | 6.829                                                                                    | 5.263                                                                                    | 1.566                                                                                    | 21                                                                                       | 221                                                                                      |
| XXIV   | 1988                                                                                     | Seoel                                                                                    | Zuid-Korea                                                                               | 17 september – 2 oktober                                                                 | 160                                                                                      | 8.391                                                                                    | 6.197                                                                                    | 2.194                                                                                    | 23                                                                                       | 237                                                                                      |
| XXV    | 1992                                                                                     | Barcelona                                                                                | Spanje                                                                                   | 25 juli – 9 augustus                                                                     | 169                                                                                      | 9.356                                                                                    | 6.652                                                                                    | 2.704                                                                                    | 25                                                                                       | 257                                                                                      |
| XXVI   | 1996                                                                                     | Atlanta                                                                                  | Verenigde Staten                                                                         | 19 juli – 4 augustus                                                                     | 197                                                                                      | 10.318                                                                                   | 6.806                                                                                    | 3.512                                                                                    | 26                                                                                       | 271                                                                                      |
| XXVII  | 2000                                                                                     | Sydney                                                                                   | Australië                                                                                | 15 september – 1 oktober                                                                 | 199                                                                                      | 10.651                                                                                   | 6.582                                                                                    | 4.069                                                                                    | 28                                                                                       | 300                                                                                      |
| XXVIII | 2004                                                                                     | Athene                                                                                   | Griekenland                                                                              | 13–29 augustus                                                                           | 201                                                                                      | 10.625                                                                                   | 6.296                                                                                    | 4.329                                                                                    | 28                                                                                       | 301                                                                                      |
| XXIX   | 2008                                                                                     | Peking                                                                                   | China                                                                                    | 8–24 augustus                                                                            | 204                                                                                      | 10.942                                                                                   | 6.305                                                                                    | 4.637                                                                                    | 28                                                                                       | 302                                                                                      |
| XXX    | 2012                                                                                     | Londen                                                                                   | Verenigd Koninkrijk                                                                      | 27 juli – 12 augustus                                                                    | 204                                                                                      | 10.820                                                                                   | 5.992                                                                                    | 4.776                                                                                    | 26                                                                                       | 302                                                                                      |
| XXXI   | 2016                                                                                     | Rio de Janeiro                                                                           | Brazilië                                                                                 | 5–21 augustus                                                                            | 207                                                                                      | 11.551                                                                                   | 6.179                                                                                    | 5.059                                                                                    | 28                                                                                       | 306                                                                                      |
| XXXII  | 2021                                                                                     | Tokio                                                                                    | Japan                                                                                    | 23 juli – 8 augustus                                                                     | 206                                                                                      | 11.319                                                                                   | 5.910                                                                                    | 5.409                                                                                    | 33                                                                                       | 339                                                                                      |
| XXXIII | 2024                                                                                     | Parijs                                                                                   | Frankrijk                                                                                | 26 juli – 11 augustus                                                                    | 206                                                                                      | 11.186                                                                                   | 5.702                                                                                    | 5.484                                                                                    | 32                                                                                       | 329                                                                                      |
| XXXIV  | 2028                                                                                     | Los Angeles                                                                              | Verenigde Staten                                                                         | 21 juli – 6 augustus                                                                     |                                                                                          |                                                                                          |                                                                                          |                                                                                          |                                                                                          |                                                                                          |
| XXXV   | 2032                                                                                     | Brisbane                                                                                 | Australië                                                                                | 23 juli – 8 augustus                                                                     |                                                                                          |                                                                                          |                                                                                          |                                                                                          |                                                                                          |                                                                                          |
| Spelen | Jaar                                                                                     | Gaststad                                                                                 | Gastland                                                                                 | Datum                                                                                    | Landen                                                                                   | Totaal                                                                                   | Mannen                                                                                   | Vrouwen                                                                                  | Sporten                                                                                  | Onderdelen                                                                               |
| Spelen | Jaar                                                                                     | Gaststad                                                                                 | Gastland                                                                                 | Datum                                                                                    | Landen                                                                                   | Sporters                                                                                 |                                                                                          |                                                                                          | Sporten                                                                                  | Onderdelen                                                                               |

## Bekende atleten
De Olympische Spelen gelden als het grootste sportevenement op aarde en vele sporters zijn dan ook mede of vooral door hun prestaties op de Olympische Spelen beroemd geworden. Enkele namen:
- Nikolaj Andrianov, 15 medailles waaronder 7 goud bij het turnen, 1972-1980
- Bob Beamon, vertesprong van 8,90 in 1968, 55 centimeter verder dan het vorige wereldrecord, nog steeds het olympisch record
- Abebe Bikila, won in 1960 de marathon in recordtijd – op blote voeten
- Matt Biondi, 7 medailles waarvan vijfmaal goud in het zwemmen in 1988
- Fanny Blankers-Koen, viermaal goud op de sprintnummers in 1948
- Usain Bolt, in 2008, 2012 en 2016 winnaar van zowel de 100 als de 200 meter sprint en van de 4 × 100 meter estafette, de triple triple. De gouden medaille voor de 4 × 100 meter estafette in 2008 werd begin 2017 ingetrokken wegens dopinggebruik van een van Bolts teamgenoten.
- Sebastian Coe en Steve Ovett, Britse middenafstandslopers die elkaar bestreden in Moskou 1980
- Nadia Comăneci, 9 medailles waaronder 5 goud in het turnen 1976-1980, behaalde een perfecte score van 10 punten
- Aleksandr Ditjatin, won op alle 8 turnonderdelen een medaille in 1980
- Edward Eagan, goudenmedaillewinnaar bij het boksen (1920) en bobsleeën (1932), enige atleet die zowel bij de Zomer- als de Winterspelen goud won
- Ray Ewry, achtvoudig gouden-medaillewinnaar in het springen uit stand (plus tweemaal in 1906)
- Mo Farah, in 2012 en in 2016 winnaar van zowel de 5000 als de 10000 meter hardlopen, de double double
- Dick Fosbury, introductie van de fosburyflop in het hoogspringen
- Anton Geesink, winnaar van het judo in de Open Categorie in Tokio 1964
- Aladár Gerevich, won goud op zes verschillende Zomerspelen (1932, 1936, 1948, 1952, 1956 en 1960)
- Anky van Grunsven, driemaal goud, vijfmaal zilver, eenmaal brons op het paardensportonderdeel dressuur
- Larissa Latynina, 18 medailles waaronder 9 goud in het turnen, 1956-1964
- Carl Lewis, negenmaal goud op sprintnummers en verspringen 1984-1996
- Spiridon Louis, winnaar van de eerste marathon
- Paavo Nurmi, negenmaal goud, driemaal zilver bij de lange-afstandsloopnummers 1920-1928
- Kristin Otto, zesmaal goud in het zwemmen in 1988
- Jesse Owens, viermaal goud op de sprintnummers in 1936
- Michael Phelps, acht keer goud bij het zwemmen in 2008; een absoluut record. In 2004 won hij zes keer goud en twee keer brons. In 2012 won Phelps vier gouden en twee zilveren medailles. In 2016 won hij vijf gouden en een zilveren medaille. Zijn totaal van 28 medailles (waarvan 23 goud) is eveneens een record. Hiermee is Phelps de meest succesvolle Olympiër aller tijden.
- Dorando Pietri, moest bij de marathon van 1908 over de finishlijn geholpen worden en werd gediskwalificeerd
- Steve Redgrave, vijfmaal achter elkaar winnaar van een gouden medaille in het roeien (1984-2000)
- Jacques Rogge, gewezen voorzitter van het Internationaal Olympisch Comité, nam deel aan de Olympische Spelen van 1968, 1972 en 1976, aan het zeilen in de Finnklasse.
- Mark Spitz, zevenmaal zwemgoud in 1972
- Jim Thorpe, winnaar vijfkamp en tienkamp in 1912
- Lasse Virén, in 1972 en 1976 winnaar van zowel de 5000 als de 10000 meter hardlopen
- Johnny Weissmuller, vijfmaal goud in het zwemmen in 1924-1928, later bekend als filmster (Tarzan)
- Maarten van der Weijden, in 2008 winnaar van de 10 kilometer open water zwemmen nadat bij hem in 2001 acute lymfatische leukemie was vastgesteld.
- Emil Zátopek, goud op 5000 meter, 10.000 meter en marathon in 1952

### Teams
- het voetbalelftal van Uruguay, olympisch kampioen in 1924 en 1928
- het Amerikaanse 'dream team' van top-basketballers dat de Olympische Spelen van 1992 won

## Reglementen
Het IOC heeft in 2014 tijdens de 127ste IOC-sessie in Monaco besloten dat er vanaf dat moment een limiet wordt gezet op het maximaal aantal deelnemers per Olympische Zomerspelen van 10.500. Tevens is besloten om de limiet voor het aantal onderdelen op 310 te zetten. De limiet op het aantal sporten is komen te vervallen. Het IOC stapte daarmee af van het principe dat het olympische programma uit 28 sporten bestaat. Verder is besloten om de wachttijd voor het toevoegen van een nieuwe sport aan het programma te verkorten, van 7 naar 3 jaar en kunnen organiserende steden zelf voorstellen indienen, welke onderdelen ze aan het olympische programma willen toevoegen.